# Accordi tra Resistenza italiana e Resistenza francese
(Dante Livio Bianco, Guerra Partigiana, Torino, 1954.)
Gli accordi tra Resistenza italiana e Resistenza francese avvenuti durante la seconda guerra mondiale vennero realizzati nel maggio del 1944, quando sulle Alpi sud-occidentali liberate dai partigiani della Resistenza italiana e francese si tennero alcuni incontri tra i comandanti dei rispettivi movimenti.
Questi incontri hanno un importante valore storico: rappresentano infatti la vicinanza e la comunanza politica tra i due movimenti in lotta, la voglia reciproca di stabilire relazioni e creare intese di tipo militare.

## I primi contatti
Costanzo Picco, rimasto in territorio francese dopo lo sbandamento, stabilì numerosi contatti con la resistenza francese e convinse Detto Dalmastro della possibilità di avviare i rapporti. I primi incontri avvennero appunto per iniziativa della Brigata Giustizia e Libertà della Valle Maira, comandata da Dalmastro, a partire dal 12 maggio 1944 al bivacco del Colle Sautron.

## Il primo incontro
Al bivacco si incontrarono Dalmastro, Picco e Giorgio Bocca, comandante della Brigata Valle Varaita, Jacques Lecuyer, comandante del Settore Sud-est, rappresentante del Comité de Libération National, oltre a diversi comandanti dei settori di confine. All'incontro del Colle Sautron si stabilirono le relazioni necessarie ai futuri incontri, si discusse delle problematiche della lotta partigiana e ci si accordò per un futuro incontro da tenersi a Barcelonnette, al quale avrebbero partecipato anche rappresentanti dei comitati regionali centrali.

## L'incontro di Barcellonnette
A Barcelonnette, dopo una lunghissima traversata nella neve in terreno occupato dal nemico, giunse, oltre a Dalmastro e Bocca, anche Duccio Galimberti, rappresentante del Comitato di Liberazione del Piemonte e del Comitato di Liberazione Nazionale. Per parte francese era presente Jacques Lecuyer, comandante del Settore Sud-Est e rappresentante del Comité de Libération National, oltre al capitano Jean Lippmann. I lavori si conclusero con l'accordo di nominare due ufficiali che si sarebbero stabiliti presso i comandi della controparte per concordare azioni comuni e con accordi per lo scambio di informazioni, materiale bellico e rispettive agevolazioni per i contatti con gli Alleati. Ci si accordò per un terzo incontro da tenersi in Italia.

## L'incontro di Saretto

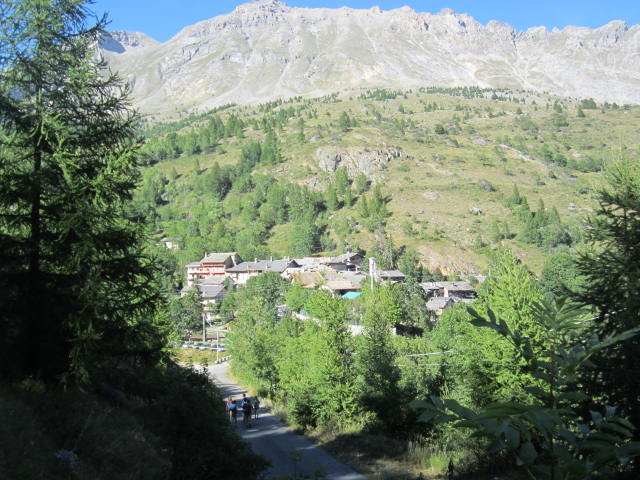
Saretto, frazione di Acceglio (CN)

Il terzo incontro avvenne il 30 maggio 1944 a Saretto, frazione di Acceglio, in alta Valle Maira, nel cuneese. A Saretto, in sostituzione di Galimberti, si incaricò di rappresentare il Comitato di Liberazione Nazionale Dante Livio Bianco, mentre i francesi mandarono Max Juvenal, comandante della R.2, e Maurice Plantier. A conclusione dei colloqui venne stilato un documento, noto come "Patti di Saretto", il cui contenuto va distinto tra gli impegni militari e le dichiarazioni politiche.
Dal punto di vista politico si riconosce che non vi è ragione di risentimento fra i popoli italiano e francese riguardo alle passate vicende belliche, in quanto la responsabilità risale ai rispettivi governi e non ai popoli. Si afferma la piena solidarietà fra i due popoli nella lotta contro il nazismo e il fascismo, come fase preliminare allo stabilirsi di libertà democratiche e della giustizia sociale all'interno di una libera unione europea. Si riconosce che per entrambi i paesi la migliore forma di democrazia per assicurare le libertà democratiche e la giustizia sociale sia quella repubblicana.
Dal punto di vista militare i "Patti di Saretto", preso atto della fratellanza fra i combattenti dei due movimenti e della necessità di unire le forze per la battaglia contro i nazisti, stabilirono: 
- a) di unire le forze in atti di distruzione contro le vie di comunicazione utilizzate dal nemico;
- b) di unire le forze in combattimenti nel tentativo di eliminare le forze tedesche dalle zone alpine di competenza delle forze partigiane;
- c) di stabilire contatti continui per creare obiettivi comuni per il futuro[3].